# Robladillo (Valladolid)
Robladillo es un municipio de España perteneciente a la provincia de Valladolid, en la comunidad autónoma de Castilla y León. Tiene una población de 87 habitantes (INE 2024).

## Historia
A mediados del siglo XIX la villa tenía contabilizada una población de 118 habitantes. Aparece descrita en el decimotercer volumen del Diccionario geográfico-estadístico-histórico de España y sus posesiones de Ultramar de Pascual Madoz de la siguiente manera:

ROBLADILLO: v. con ayunt. en la prov., aud. terr., c. g part.jud. y dióc. de Valladolid (3 1/2 leg.). sit. en un valle, con clima húmedo y propenso á hidropesías y fiebres intermitentes: tiene 31 casas; la consistorial; escuela de instruccion primaria, frecuentada por 13 alumnos; una fuente de abundantes y buenas aguas; una igl. parr. (La Asuncion de Ntra. Sra.) servida por un cura y un sacritan; un cementerio sit. en posicion que no ofende á la salud pública. térm., confina con los de Ciguñuela, Geria, Villan y Castrodeza: el terreno bañado por un arroyo que se forma de la fuente del pueblo, es de inferior calidad: comprende un corto trozo de monte poblado de roble, una arboleda y tres prados: caminos, los locales en mediano estado: correo, se recibe y despacha en Simancas: prod.: cereales y legumbres. pobl.: 26 vec., 118 alm. cap. prod.: 225,090. imp.: 22,509. contr.: 4.711 rs. 30 mrs.
(Madoz, 1849, p. 522)

## Demografía
Cuenta con una población de 87 habitantes (INE 2024).
| Gráfica de evolución demográfica de Robladillo entre 1842 y 2021                                                      |
| |
| Población de derecho según los censos de población del INE. Población de hecho según los censos de población del INE. |

## Véase también

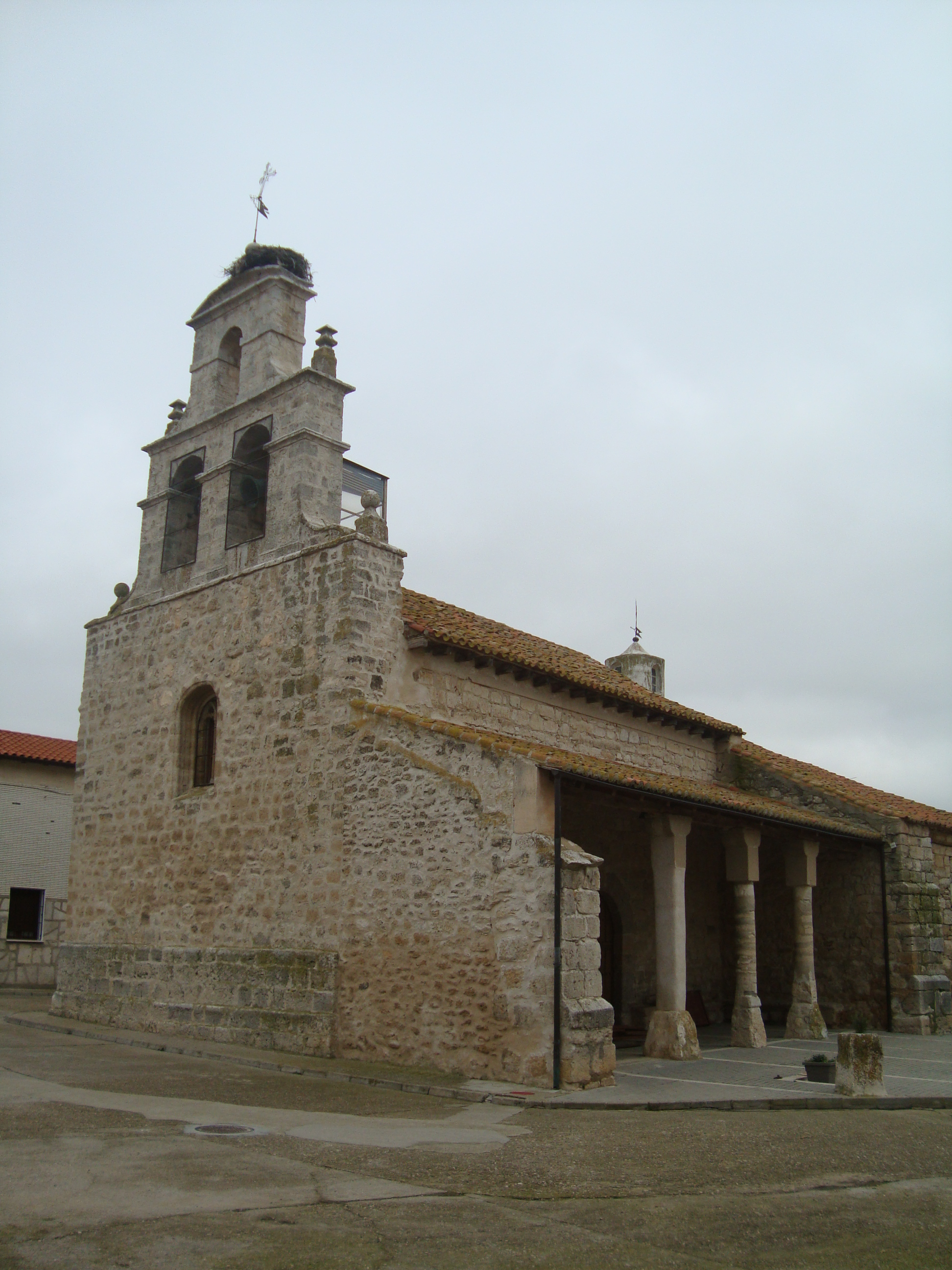
Iglesia parroquial de Nuestra Señora de la Anunciación